# 埃哈茲格羅夫鎮區 (明尼蘇達州奧特泰爾縣)
埃哈茲格羅夫鎮區（英語：Erhards Grove Township）是位於美國明尼蘇達州奧特泰爾縣的一個行政鎮區。

## 地方資料
埃哈茲格羅夫鎮區的面積為90.41平方千米，當中陸地面積為86.35平方千米，而水域面積為4.06平方千米。根據2020年美國人口普查的數據，當地共有人口411人，而人口密度為每平方千米4.55人。